# Правителство на Иван Багрянов
Правителството на Иван Багрянов е шестдесет и първото правителство на Царство България, назначено с Указ № 6 от 1 юни 1944 г.. Управлява страната до 2 септември 1944 г., след което е наследено от правителството на Константин Муравиев.

## Политика
Основната задача на новото българско правителство е да се удържи натискът от страна на Германия за прякото участие на страната във военните действия и да не се допусне окупиране на българските територии от съветската армия. За да избегне тази опасност, кабинетът трескаво търси възможност за сключване на примирие с Великобритания и САЩ (на 6 юни 1944 г. войските им дебаркират във Франция). В Кайро на среща с официални представители на двете страни е изпратен бившият председател на Народното събрание – англофилът Стойчо Мошанов. От започналите преговори става ясно, че съюзниците са разпределили Балканите на сфери на влияние и България е обещана на СССР. Примирие със САЩ и Великобритания може да се сключи или при безусловната капитулация на страната, или при териториални отстъпки на Гърция (вододайната зона на Рило-Родопския масив).

### Вътрешна политика
На 7 август 1944 г. легалната опозиция излиза с нова декларация, подписана и от четрима представители на Отечествения фронт. В нея се настоява за назначаване на ново правителство, което да възстанови правата и свободите, залегнали в Търновската конституция. Опозицията настоява за преустановяване на военните действия между България и западните съюзници. Специално място в декларацията се отделя на обвързването на България със СССР.
На 23 август 1944 г. с разгрома на германците завърша Яшко-Кишиневската битка. Войските на Трети украински фронт достигат българската граница. Три дни по-късно правителството обявява, че Царство България ще спазва пълен неутралитет спрямо воюващите страни. От прегрупирането на съветските части по северната граница на България, пропагандата на руските радиостанции и поведението на САЩ и Великобритания става ясно, че той няма да бъде зачетен. Управляващите среди правят последен опит да запазят независимостта на страната – възложено е на легалната опозиция да образува правителство.

## Съставяне
Кабинетът, оглавен от Иван Багрянов, е образуван от политически дейци с прогерманска ориентация, провеждащи политиката на регентите.

### Кабинет
Сформира се от следните 10 министри:
| министерство                                | име | име                  | партия     |
| ------------------------------------------- | --- | -------------------- | ---------- |
| председател на Министерския съвет           |     | Иван Багрянов        | безпартиен |
| вътрешни работи и народно здраве            |     | Александър Станишев  | безпартиен |
| външни работи и изповедания                 |     | Иван Багрянов (упр.) | безпартиен |
| народно просвещение                         |     | Михаил Арнаудов      | безпартиен |
| финанси                                     |     | Димитър Савов        | безпартиен |
| правосъдие                                  |     | Руси Русев (упр.)    | безпартиен |
| война                                       |     | Руси Русев           | военен     |
| търговия, промишленост и труд               |     | Христо Василев       | безпартиен |
| земеделие и държавни имоти                  |     | Дончо Костов         | безпартиен |
| обществени сгради, пътища и благоустройство |     | Борис Колчев (упр.)  | безпартиен |
| железници, пощи и телеграфи                 |     | Борис Колчев         | безпартиен |

### Промени в кабинета

#### от 12 юни 1944
| министерство                                | име | име                  | партия     |
| ------------------------------------------- | --- | -------------------- | ---------- |
| външни работи и изповедания                 |     | Първан Драганов      | безпартиен |
| земеделие и държавни имоти                  |     | Руси Русев           | военен     |
| правосъдие                                  |     | Александър Сталийски | безпартиен |
| обществени сгради, пътища и благоустройство |     | Славейко Василев     | безпартиен |